# Estação Ferroviária de Riachos-Torres Novas-Golegã

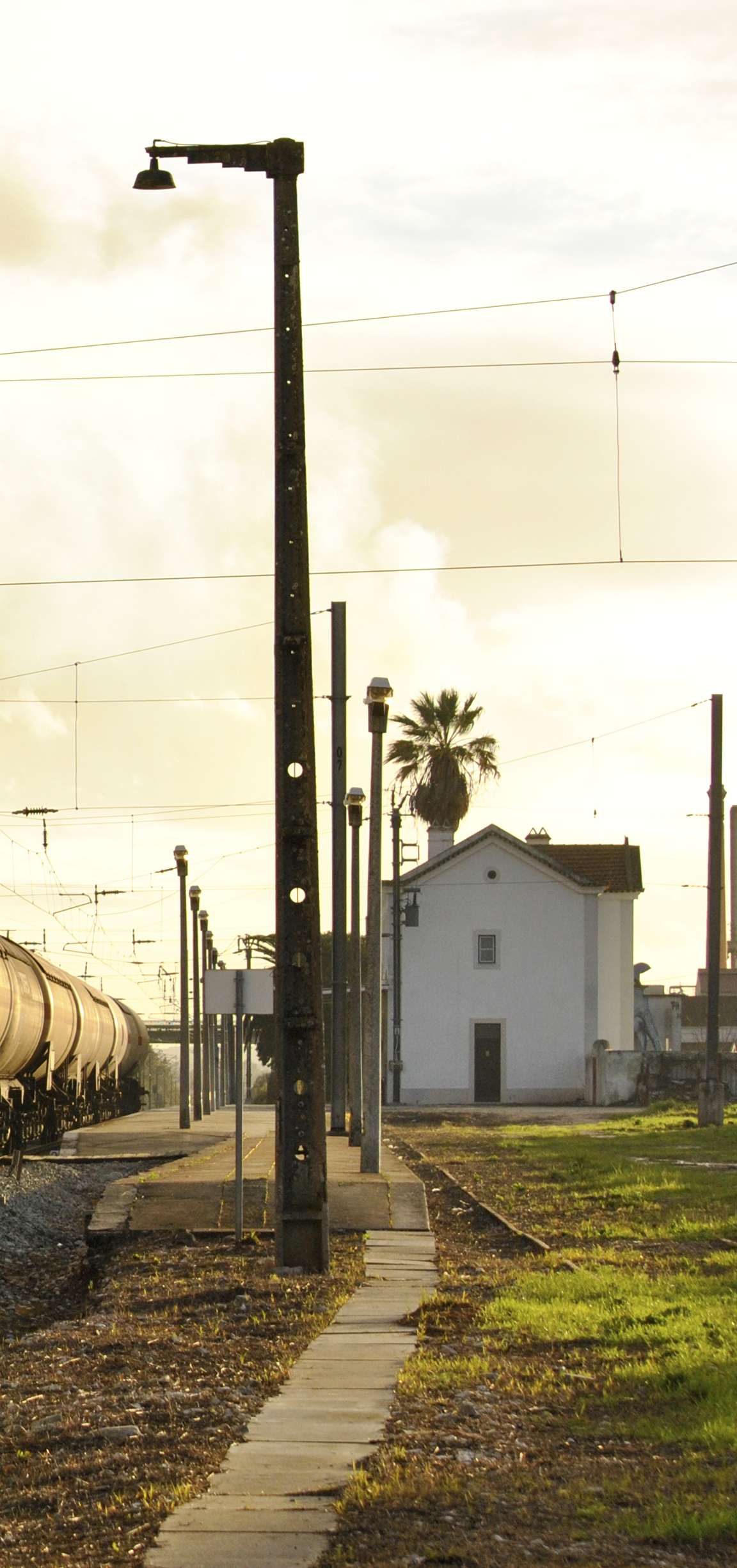
Edifício da estação e respetiva plataforma, vistos de nordeste, em 2014.

A Estação Ferroviária de Riachos-Torres Novas-Golegã (ou de Riachos - Torres Novas - Golegã), igualmente conhecida apenas como de Torres Novas ou como de Riachos, é uma interface da Linha do Norte, que serve as nominalmente localidades de Riachos, Torres Novas, e Golegã, no Distrito de Santarém, em Portugal. Também serviu como estação inicial da Linha de Torres Novas a Alcanena, que esteve em operação entre 1889 e 1893.

## Descrição

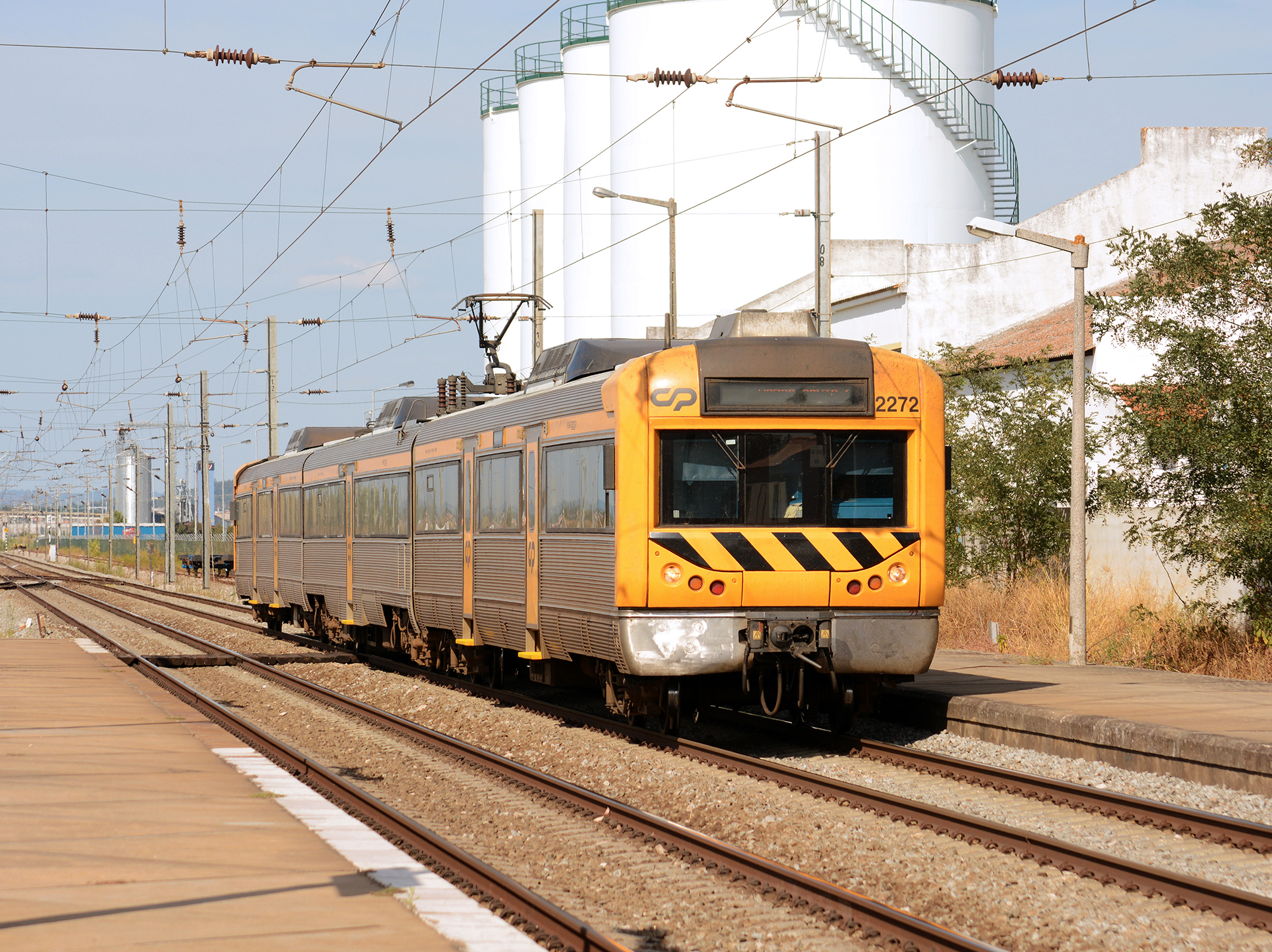
Automotora 2272 da CP na estação de Riachos, em 2015.

### Localização e acessos
Tem acesso pelo Largo da Estação, na localidade de Riachos. Situa-se a cerca de sete quilómetros de distância do centro de Torres Novas.

### Caraterização física
Em Janeiro de 2011, contava com duas vias de circulação, com 1084 e 1080 m de comprimento; ambas as plataformas tinham 210 m de extensão e 40 cm de altura. O edifício de passageiros situa-se do lado noroeste da via (lado esquerdo do sentido ascendente, para Porto-Campanhã).

## História

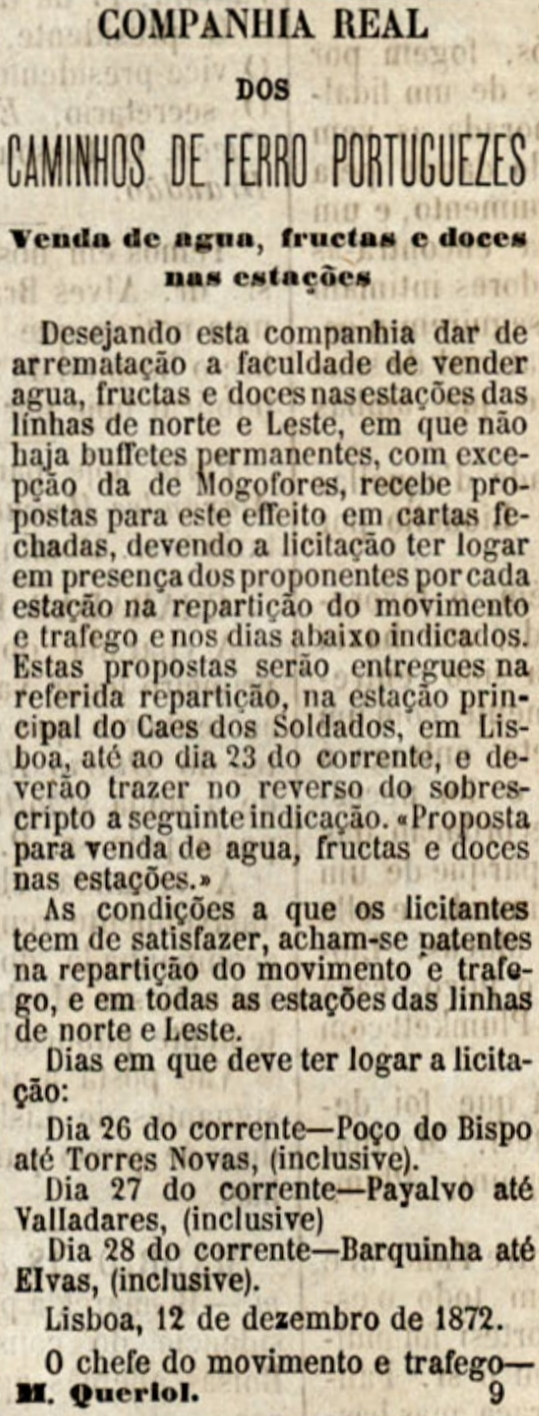
Aviso de 1872 da Companhia Real mencionando Torres Novas.

### Planeamento e inauguração
Antes da chegada do caminho de ferro, as comunicações na região de Torres Novas eram muito deficientes, com as vias rodoviárias em mau estado, sendo a navegação pelo Rio Tejo o principal meio de transporte. Devido à hostilidade de Vila Nova da Barquinha, que viu o comboio como uma ameaça à sua posição como entreposto fluvial, e à indiferença de Torres Novas, o caminho de ferro foi relegado para um local ermo, a Ponte da Pedra, onde iria nascer a vila do Entroncamento.
Esta interface encontra-se no lanço entre as estações de Santarém e Entroncamento da Linha do Norte, que abriu à exploração em 7 de Novembro de 1862, pela Companhia Real dos Caminhos de Ferro Portugueses. Após a abertura deste troço, a vila de Torres Novas passou a utilizar o comboio para transportar as mercadorias.
Em 7 de Maio de 1893, entrou ao serviço a segunda via no troço entre Torres Novas e Mato Miranda.

### Ligação a Alcanena e a Torres Novas
A Linha de Torres Novas a Alcanena foi um sistema ferroviário de via estreita que ligava a estação de Torres Novas a Alcanena, passando pela vila de Torres Novas. O primeiro troço deste caminho de ferro, desde a estação até à vila de Torres Novas, foi inaugurado em 16 de Maio de 1889, tendo a linha sido concluída com a chegada a Alcanena, em 1 de Fevereiro de 1893. Este caminho de ferro encerrou em 30 de Junho de 1893.

### Século XX
Nos primeiros anos do século XX, existiam várias empresas que faziam serviços regulares de diligências entre a estação e a vila. Em Maio de 1912, António José de Almeida passou pela estação de Torres Novas, numa visita que fez à vila. Em 1913, existiam serviços de diligências ligando a estação a Torres Novas e à Golegã. Durante a greve geral dos ferroviários em Janeiro de 1914, a estação de Torres Novas foi uma das que se declararam prontas para lutar contra as forças da ordem, se estas tentassem expulsar os grevistas. Em Setembro de 1919, durante um período de escassez de produtos alimentares no concelho de Torres Novas, os trabalhadores foram à estação de Torres Novas, apresando pelo caminho cascos de azeite, e impedindo que outros 6 cascos fossem embarcados na gare.
Em Maio de 1920, a primeira imagem da Nossa Senhora de Fátima foi transportada de comboio desde a Casa de Arte Sacra, em Fânzeres, no Porto, até à estação de Torres Novas, tendo depois continuado por via terrestre até à Cova da Iria.
Em 1933, a Companhia dos Caminhos de Ferro Portugueses construiu um bairro nesta estação.
Em 19 de Abril de 1950, foi autorizada a realização de obras para a instalação eléctrica nesta estação.
Em 1985, esta interface tinha ainda a categoria de apeadeiro, tendo sido promovida posteriormente.

### Ligações projectadas a outras linhas
Em 1911, realizou-se uma comissão regional para defender a construção de uma linha de Tomar a Rio Maior, com passagem por Torres Novas Em 1913, a câmara dos deputados tinha concessionado a construção de uma linha que partia de Tomar, passava pelo Entroncamento e terminava na Nazaré. Em Abril do ano seguinte, um deputado anunciou que tinha quase pronto um projecto que tencionava apresentar no parlamento e que autorizava a construção de um caminho de ferro que passava por Torres Novas, Minde e Porto de Mós, acabando na Linha do Oeste.

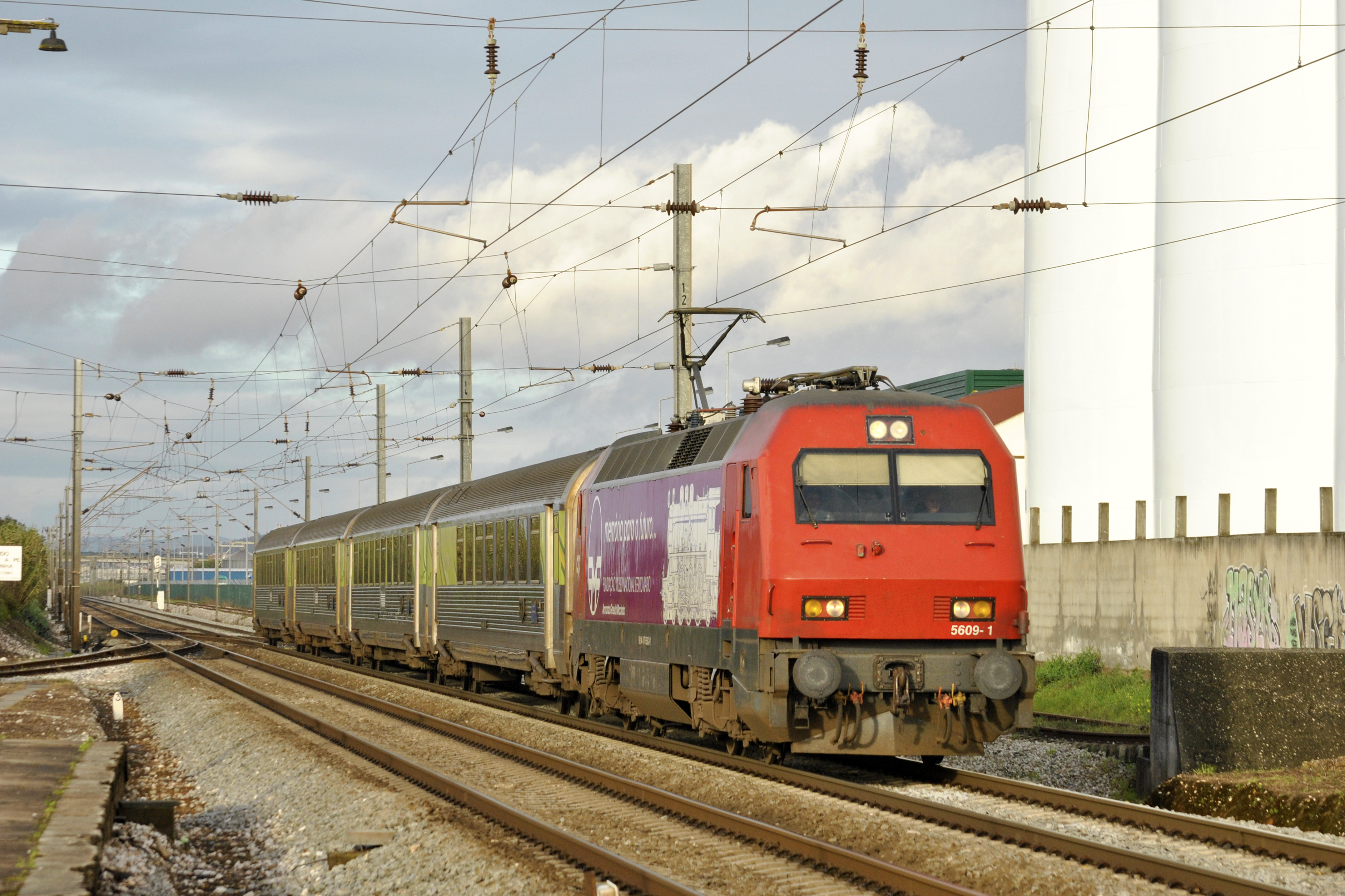
Comboio InterCidades a passar pela estação, em 2014.

O Decreto n.º 18:190, de 28 de Março de 1930, classificou o projecto da Linha do Entroncamento a Rio Maior, de via estreita, que devia passar por Torres Novas, Alcanena e Alqueidão.

Em 1899, a Câmara Municipal da Chamusca aceitou a construção de um caminho de ferro de via estreita desde o Entroncamento ou Torres Novas até Montargil ou Couço, servindo a vila da Chamusca.

## Ver também

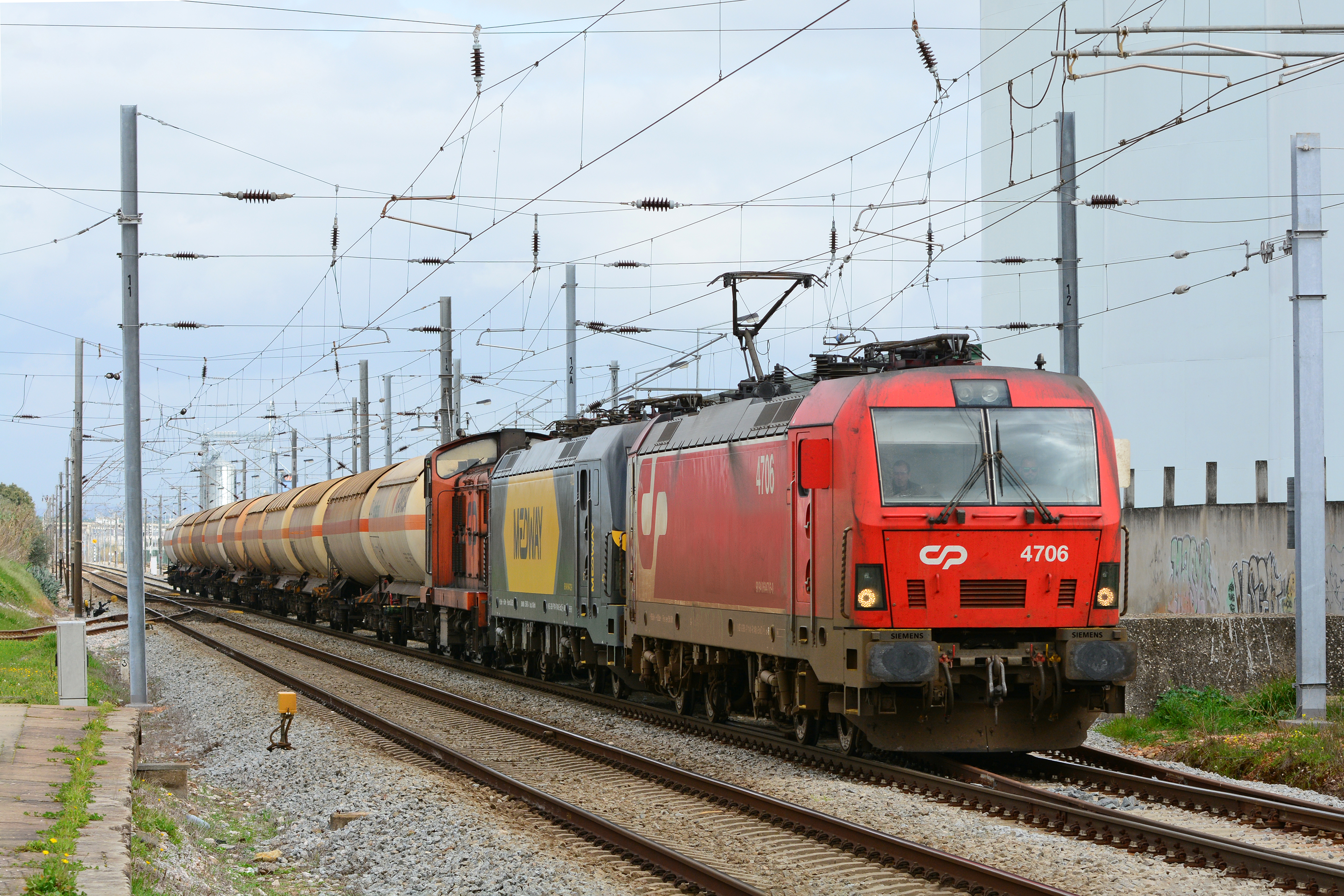
Comboio de mercadorias a passar pela estação, em 2019.